# Phare de Cap Rosa
Le phare de Cap Rosa est un phare de jalonnement situé à l'extrême est de la côte algérienne.

## Historique

### Considérations générales
Il semble qu'avant la colonisation seuls quelques rares fanaux rudimentaires aient été placés aux abords des abris qui servaient de refuge aux vaisseaux barbaresques, tel le fanal ordinaire situé sur la haute tour du Penon d'Alger. Dès les premières années de la conquête, des feux plus efficaces sont installés aux points les plus caractéristiques. C'est ainsi qu'en  1834, les Français installent à la place du fanal d'Alger un appareil consistant en un feu fixe surmonté d'une couronne tournante portant 8 lampes avec réflecteurs disposées de manière à réaliser un feu à éclipses de 30 secondes en 30 secondes.
Le premier rapport officiel traitant de l'éclairage des côtes algériennes est un rapport de la Commission Nautique de l'Algérie de 1843 qui établit un rapport complet "des améliorations à apporter aux feux existants (neuf à l'époque), des feux à établir immédiatement, des feux à établir par la suite".
Son exécution s'échelonna sur plusieurs années, avec les modifications imposées par les progrès de la technique et le développement de la navigation et dont les principales furent décidées par la Commission des Phares de 1861.
Les appareils ont été modifiés périodiquement entre 1860 et 1900. Les plus notables de ces améliorations consistèrent en la substitution de l'huile minérale par l'huile végétale en 1881 puis, par l'adoption de certains feux de lampe à niveau constant.
En 1902, nouveau programme d'amélioration de l'éclairage côtier par la mise en place d'une Commission Nautique Spéciale qui adopte un programme de réalisations prévoyant entre autres la substitution aux feux fixes existants de feux à éclats ou à occultations avec ou sans secteurs colorés.  Programme qui est entièrement réalisé de 1904 à 1908 à l'exception de  la jetée Nord du port d'Alger.
L'électrification des feux principaux et des feux de ports fut poursuivie activement depuis la mission scientifique en Algérie, en 1924, de l'Ingénieur en chef du Service Central des Phares.
En outre quatre radiophares ont été mis en service; au phare de l'Amirauté à Alger (1931), au Cap de l'Aiguille (1938), au Cap Caxine (1938) et au Cap Matifou (1942). Les services techniques ont également prévu  l'établissement dans des délais rapprochés de quatre ouvrages supplémentaires au Cap Ténès, au Cap Bengut, au cap Bougaroun et au Cap de Garde.

### Considérations spécifiques
Le rapport de la Commission Nautique de 1843 qui comportait la transformation des installations antérieures eut pour conséquence l'érection en 1869 d'un feu au Cap Rosa. Un feu fixe de 4e ordre de 12 milles de portée.
Le phare actuel fut, tenant compte des améliorations techniques de l'époque, construit en 1906.

## Caractéristiques
Le phare est bâti à Cap Rosa à une vingtaine de kilomètres à l'ouest d'El Kala, éperon rocheux massif, haut de 120 m, qui s'avance franchement dans la Méditerranée. Il marque la limite entre le golfe d'Annaba et celui d'El Kala. 

Le phare, construit en 1906, est constitué d'une tour cylindrique en maçonnerie de pierres apparentes faisant corps avec un bâtiment rectangulaire qui abrite deux logements. Une cour intérieure au sud sépare cet ensemble des pièces de service et de rangement. Une clôture ceint le tout.  La hauteur de l'édifice est de 15,3 m et il culmine à une hauteur de 132,3 m à partir du niveau de la mer.
L' éclairage est assuré par un feu de couleur blanche à 2 éclats en 5 secondes. La portée lumineuse est de 19 milles nautiques, soit environ 35 km ce qui en fait un phare de second ordre.